# Гродненский государственный медицинский университет
Гродненский государственный медицинский университет (ГрГМУ) (белор. Гродзенскі дзяржаўны медыцынскі універсітэт (ГДМУ) — высшее медицинское учебное заведение г. Гродно, Республики Беларусь.
В университете действуют 6 факультетов, 45 кафедр, 21 отдел.

## История

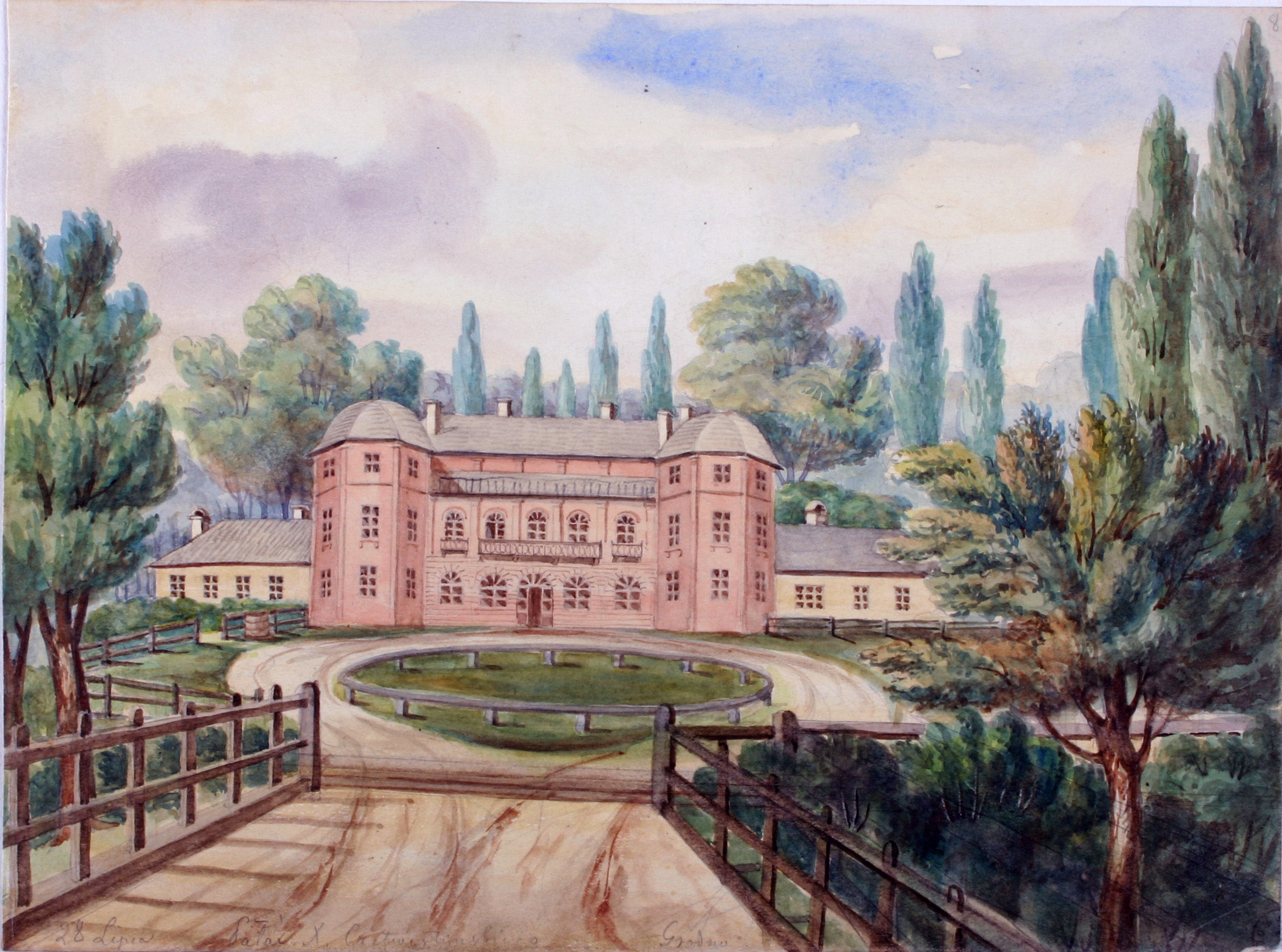
Здание гродненской медицинской академии

История медицинского образования на Гродненщине берет свое начало в XVIII веке, когда впервые на территории современной Беларуси была открыта Гродненская медицинская академия — впоследствии одно из наиболее передовых медицинских учебных заведений Европы. При академии были организованы первый анатомический театр, музей естественной истории, научная медицинская библиотека, ботанический сад. Основатель академии — французский ученый Ж. Э. Жилибер (1741—1814) — видный меценат и научный деятель своего времени.
9 августа 1958 года Постановлением Совета Министров БССР и приказом Министерства здравоохранения БССР № 75 от 14 августа 1958 г. было принято решение об открытии Гродненского медицинского института. Изначально существовал только лечебный факультет. Позднее, в 1970 году было открыто подготовительное отделение, в 1979 году — педиатрический факультет.
В 1991 году впервые в Беларуси организовано отделение медицинских сестёр с высшим образованием. В 1993 году впервые в Беларуси при ГрГМИ открыт медико-психологический факультет, а в 1995 году образован факультет иностранных студентов.
В 2000 году ГрГМИ был присвоен статус университета.
В 2003 году вышел первый номер «Журнала Гродненского государственного медицинского университета». В этом же году иностранным студентам было предложено обучение на английском языке.
В 2008 году образован медико-диагностический факультет, на котором осуществляется подготовка по двум специальностям «Медико-диагностическое дело» и «Сестринское дело».
В 2010 году Гродненский государственный медицинский университет стал первым из медицинских вузов Республики Беларусь, в котором была внедрена и сертифицирована система менеджмента качества.
В 2011 году создан профессорский консультативный центр.
В 2012 году ГрГМУ вручена премия Правительства Республики Беларусь за достижения в области качества 2011 года.
Университет прошёл аккредитацию в Государственном комитете по науке и технологиям Республики Беларусь и Национальной академии наук Беларуси в качестве научной организации. По результатам оценки научной деятельности государственных медицинских научных организаций за 2011 год отнесен к 1 категории группе научных организаций — лидеров.
В 2013 году ГрГМУ победил в профессиональном конкурсе «Брэнд года 2013» в номинации «Наука и образование».
Университет награждён Почетной грамотой Совета Министров Республики Беларусь за значительный вклад в реализацию государственной социальной политики, подготовку высококвалифицированных медицинских специалистов.
В 2014 году агентство «Эксперт РА» включило ГрГМУ в список лучших учебных заведений стран Содружества Независимых Государств, где ему был присвоен рейтинговый класс «D»[2].
Открылся факультет повышения квалификации и переподготовки.

### Учебная работа
За 60 лет в вузе подготовлено более 22 000 специалистов.
В университете работает лаборатория практического обучения.

#### Факультеты
- Лечебный факультет.
- Педиатрический факультет.
- Медико-психологический факультет.
- Медико-диагностический факультет.
- Факультет повышения квалификации и переподготовки.
- Факультет иностранных учащихся.

### Научно-исследовательская деятельность
В университете функционируют: 14 научно-педагогических школ, 4 Совета по защите диссертаций, научно-технический Совет, редакционно-издательский Совет, научно-исследовательская лаборатория, научная лаборатория молекулярно-генетических методов исследования.

#### Научая работа студентов и молодых ученых
Студенческое научное общество университета объединяет 45 научных кружков и более 1500 студентов.

### Клиническая работа и последипломное образование
Система последипломного образования университета представлена следующими направлениями: магистратура, аспирантура, докторантура, соискательство ученой степени; стажировка выпускников высших медицинских учебных заведений (интернатура); клиническая ординатура.

### Издания университета
- Научно-практический «Журнал Гродненского государственного медицинского университета» Journal of the Grodno State Medical University
- Международный рецензируемый журнал «Гепатология и гастроэнтерология» International Reviewed Journal «Hepatology and Gastroenterology»
- Газета «Эскулап»